# Поклек
Поклек (на албански: Poklek) е село в община Глоговац в Косово. След 1999 г. е известно още като Plojë (Поразия).
През 2011 г. албанците представляват 99,80% от населението.